# Kenchreai (Argolis)
Kenchreai (griechisch Κεγχρεαί) war ein antiker Ort in Griechenland. Er lag rechts des Trochos, des antiken Weges von Argos nach Tegea. Im Jahre 669/668 v. Chr. fand die erste Schlacht von Hysiai statt. In dieser Schlacht besiegte Pheidon, der Tyrann von Argos, die angreifenden Spartaner. Die gefallenen Argiver wurden in einem Massengrab (Polyandrion) in Kenchreai beigesetzt. Nach Strabon lag Kenchreai im Partheniongebirge.
Früher vermutete man, dass es sich bei der Pyramide von Hellinikon um dieses Massengrab handele. Pausanias erwähnt jedoch, dass man von Kenchreai nach Hysiai den Berg herabsteigen muss. Außerdem führt er den Namen des Ortes auf Kenchrias, den Sohn der Peirene zurück, so dass man davon ausgehen muss, dass es am Ort eine Quelle gab. Diese Quelle wird auch von Aischylos als Kerchneia-Quelle erwähnt. Heute geht man davon aus, dass der Ort bei Skaphidaki lag. Dieser Ort wird auch Ta Nera (griechisch Τα Νερά = die Wässer) genannt.
Um 2000 wurde hier das Kloster der Panagia tou Akathistou Ymnou (Jungfrau des Akathistos-Hymnos) errichtet. Es ist das einzige noch existierende Männerkloster in der Argolis. Hier gibt es neben dem Katholikon noch eine Kapelle des Agios Petros von Argos und der Panagia.